# Fisher-Price
Fisher-Price vyrábí hračky pro malé děti od novorozeňat po děti předškolního věku. Od roku 1993 patří k filiálkám společnosti Mattel.

## Historie
Firmu v roce 1930 založili Herman Fisher, Irving Price s manželkou Margaret Evans Priceovou, ilustrátorkou a výtvarnicí, a Helen Schelleová. Fisher předtím prodával hry a vymýšlel reklamy pro společnost z Churchville. Price opustil obchodní řetězec a Helen Schelleová původně vedla hračkářství Penny Walker v Binghamtonu. Společnost Fisher-Price se při výrobě hraček soustředila především na pevnou konstrukci z kvalitních materiálů. První hračky se vyráběly z těžkých kovových součástek a dřeva borovice těžké, které bylo velmi odolné a netříštilo se. Barevné detaily a ozdoby se dodělávaly litograficky. První sérii hraček navrhla paní Priceová na základě postaviček ze svých knih pro děti.
V roce 1931 odvezla trojice zakladatelů šestnáct dřevěných výrobků na Americký mezinárodní veletrh hraček v New Yorku, kde se setkaly s úspěchem. První prodaná hračka Fisher-Price v roce 1931 se jmenovala „Dr. Doodle“. V padesátých letech začala firma ve výrobě využívat plast jakožto trvanlivější materiál s jasnějšími barvami. První výrobek z plastu byla včelka „Buzzy Bee“. Na sklonku padesátých let vyráběli ve Fisher-Price třicet devět plastových hraček.
Roku 1969 odešel Herman Fisher ve věku 71 let do důchodu a firmu Fisher-Price koupila společnost Quaker Oats Company. V roce 1991 se Fisher-Price osamostatnila a o dva roky později, v listopadu 1993, se stala pobočkou plně ve vlastnictví mateřského podniku Mattel. Výroba se nově zaměřila na hračky pro děti do předškolního věku a společnost začala expandovat na mezinárodní trh. V roce 1997 se již všechny výrobky firmy Mattel pro předškolní děti prodávaly pod značkou Fisher-Price.

## Výrobky
Od počátku 30. let vyrobila Fisher-Price přes 5 000 různých hraček. Kromě toho navrhuje a prodává produkty péče o děti (chůvičky, autosedačky, houpačky, skákadla…) a vyvíjí elektronické hračky pro předškoláky. V roce 2009 koupila veškerá[zdroj?] práva k postavičkám ze seriálu Lokomotiva Tomáš. Mezi další licencované výrobky patří například hračky z Disneyho série Medvídek Pú nebo Sezamová ulice.
V současné době vyrábí Fisher-Price také několik produktových řad, např.:
- Imaginext
- Little People
- Pixter
- Planet Heroes
- Roll 'n Racers
- Stack 'n Surprise
- View-Master